# Prosena facialis
Prosena facialis är en tvåvingeart som beskrevs av Charles Howard Curran 1929. Prosena facialis ingår i släktet Prosena och familjen parasitflugor. Inga underarter finns listade i Catalogue of Life.